# Casa Isern
La Casa Isern és un edifici del municipi de Figueres (Alt Empordà) que forma part de l'Inventari del Patrimoni Arquitectònic de Catalunya.

## Descripció
Edifici situat al costat de l'estació d'autobusos, de planta baixa i dos pisos i coberta a dues vessants. Aquest és un edifici que destaca per la seva sobrietat, ja que la façana està totalment arrebossada, i les obertures, quadrades, són de reduïdes dimensions, fet que dona sensació d'un monumenalisme important. La porta d'accés a l'edifici n'és un exemple clar, ja que tot i que la porta és de dimensions normals, el marc de la porta que arrenca d'un encoixinat, s'allarga fins al primer pis, inserint en aquest marc una finestra amb balcó que es troba entre el primer i segon pis. Aquest edifici té pocs elements decoratius. Totes les finestres es troben emmarcades per una motllura, els dos balcons de les dues façanes estan suportats per una mènsula ben treballada, i l'últim element decoratiu és el fris de sota el voladís amb ornamentació vegetal.